# 法定死亡
法定死亡是指司法管辖区內的政府依據法律認定一個人已死亡。 在大多数情况下，醫院開的死亡声明或尸体確認都可以作為死亡的法律證據。一个失踪了足够长的时间（通常至少几年）的人也可能被法院推定或宣告死亡。上述情況發生後，相關部門就可以签发死亡证明。 在许多情况下可能需要此类死亡证明，例如投保人在被保險人身故後需要提交死亡证明才能獲得保险理賠。 